# Filialkirche St. Magdalena am Lurnfeld

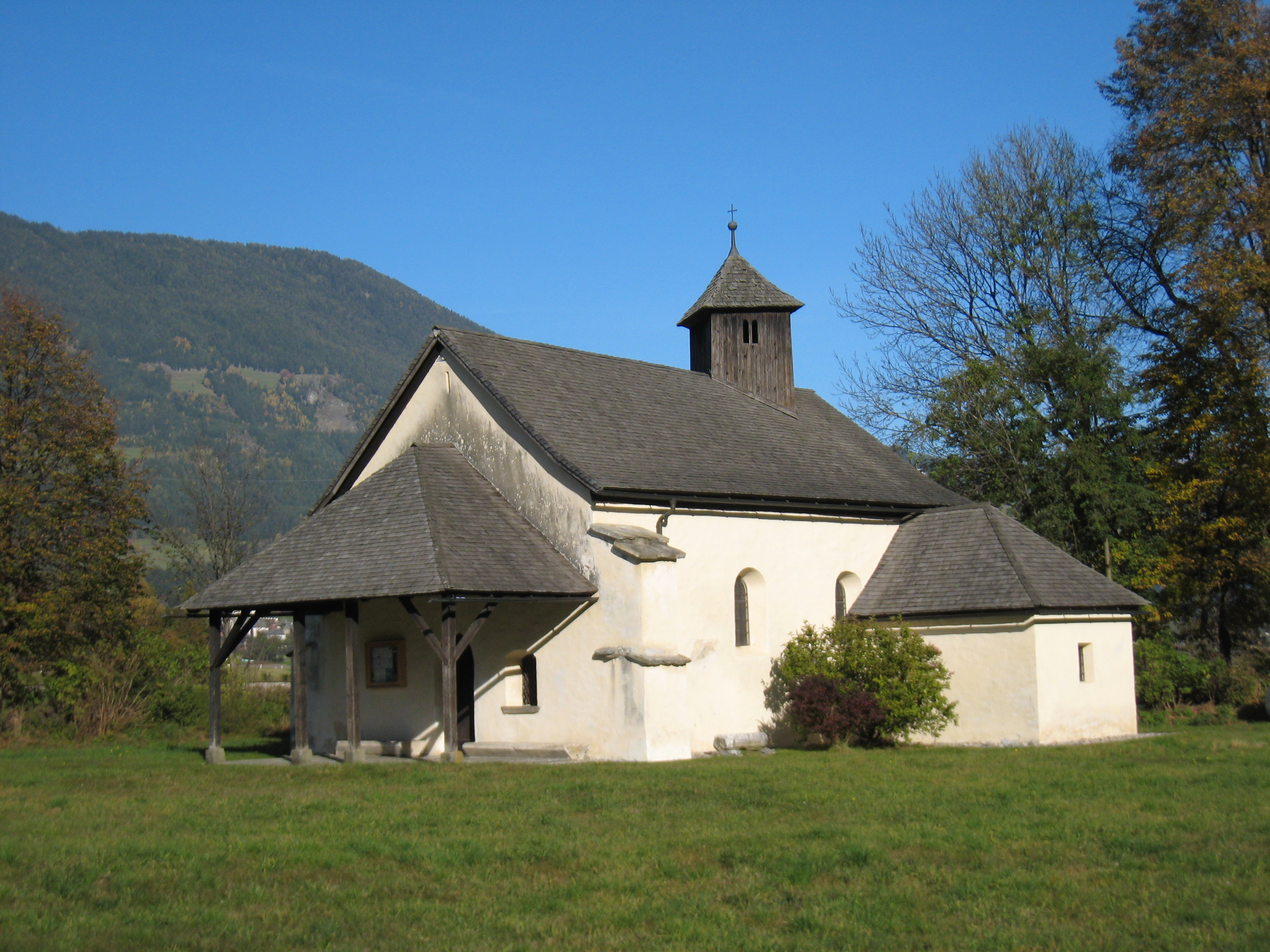

Die Filialkirche St. Magdalena am Lurnfeld in der Gemeinde Lurnfeld steht östlich von Möllbrücke am freien Feld. Sie gehört zur Pfarre Möllbrücke. Die Kirche fand 1473 ihre erste urkundliche Erwähnung. 1629 wird sie als profaniert genannt, 1677 wieder als geweiht.
Das Gotteshaus ist ein kleiner, romanischer Langbau, der im Barock verändert wurde. Im Mauerwerk hat sich Opus spicatum erhalten. Das von zweifach gestuften Strebepfeilern gestützte Kirchenschiff schließt mit einer halbkreisförmigen Apsis. An der Südseite ist eine Sakristei angebaut. In der hölzernen Vorhalle befinden sich zwei Decksteine (loricae) der Umfassungsmauer eines römischen Grabbezirkes mit Reliefresten (Doppelaxt, Lanze und Amazonenschild). Das niedrige Zeltdach wird von einem übereckgestellten Dachreiter bekrönt.
Das Kirchenschiff und der Altarraum sind flach gedeckt und durch einen rundbogigen Triumphbogen verbunden. Die Kircheneinrichtung besteht aus einem Altar und einer Kanzel vom Anfang des 18. Jahrhunderts sowie einer Konsolfigur des heiligen Johannes Nepomuk.
Die Kirche fiel zweimal einem Kirchenraub zum Opfer: 1954 wurden spätgotische Schnitzfiguren der Heiligen Florian und Georg sowie eine Johannes-Nepomuk-Statue gestohlen, 1965 eine Rosenkranzmadonna.